# جاده چای

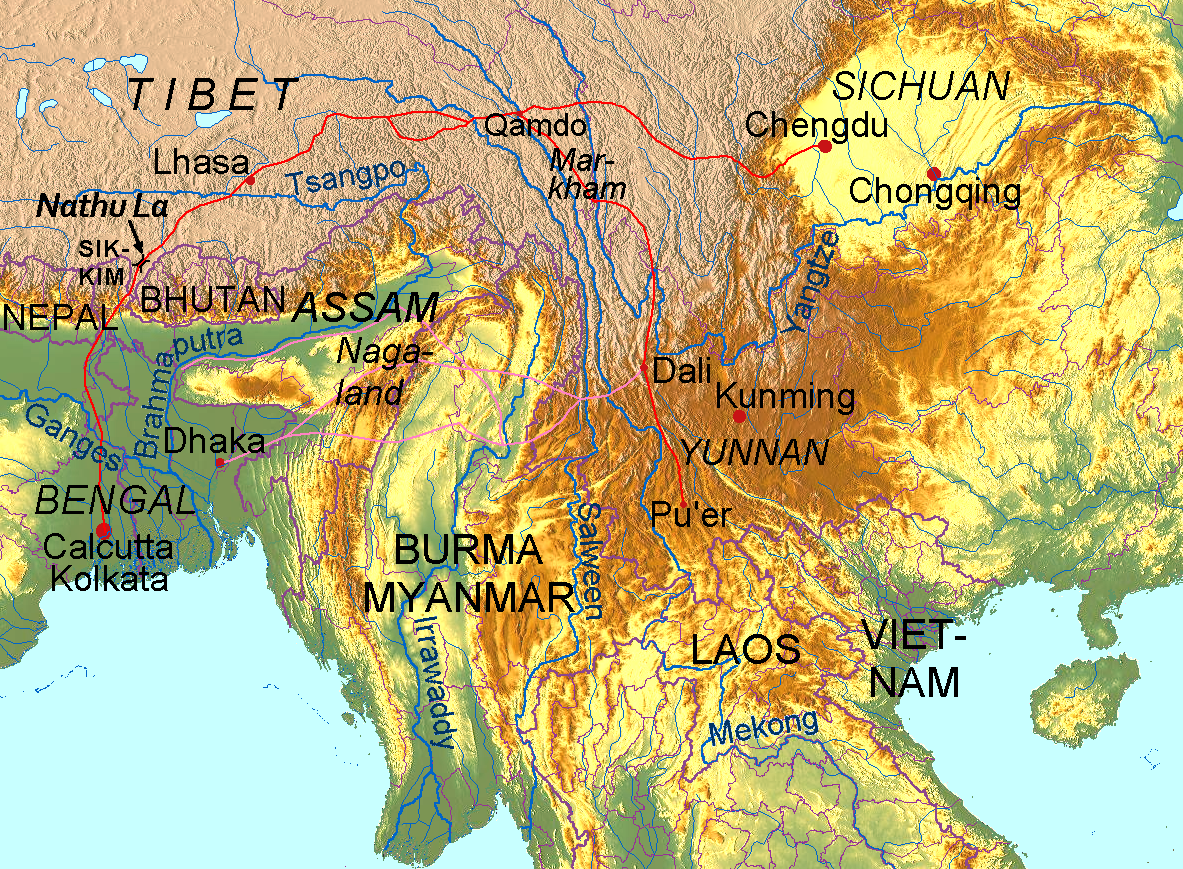
جاده چای سال ۷۰۰-۱۹۶۰ میلادی

جاده اسب چای در حال حاضر بیشتر به عنوان جاده باستانی چای یاد می‌شود. یک شبکه که از راه های پیچ در پیچ برای عبور کاروان قاطر ها بوده و برای سیچوآن،یون‌نان،گوئیژو و جنوب غربی چین است.

## تاریخ
حدود هزار سال پیش، یک ارتباط داد و ستد برای چای از یون‌نان از طریق میانمار به بنگال،هند و از طریق سیچوآن به تبت و مرکز چین بود.